# エドワード・パケナム (第2代ロングフォード男爵)

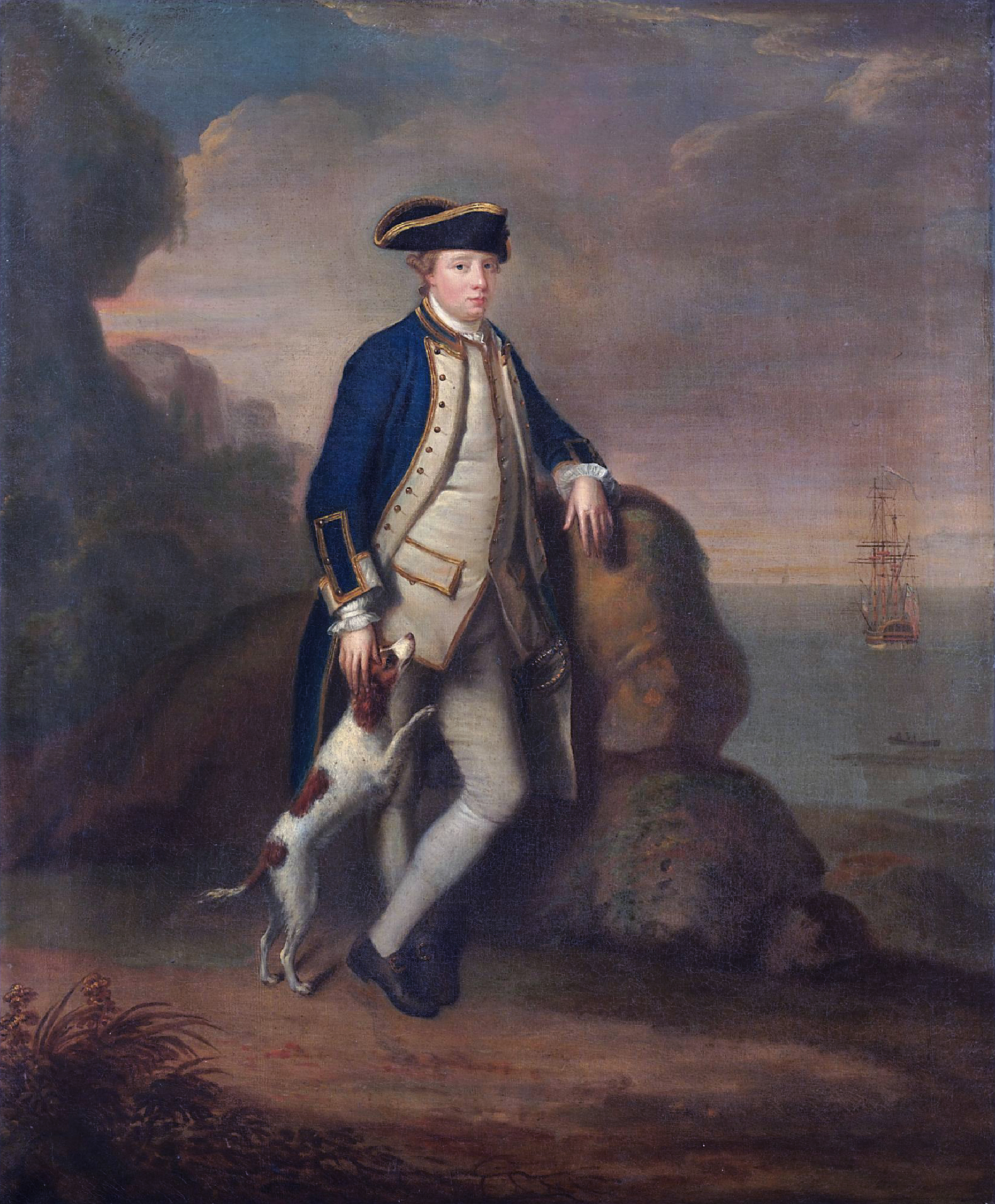
ロバート・ハンターによる肖像画。

第2代ロングフォード男爵エドワード・マイケル・パケナム（英語: Edward Michael Pakenham, 2nd Baron Longford PC (Ire)、1743年4月1日 – 1792年6月3日）は、アイルランド王国の貴族、政治家、イギリス海軍の軍人。

## 生涯
初代ロングフォード男爵トマス・パケナム（1713年 – 1766年）と初代ロングフォード女伯爵エリザベス・パケナム（1719年 – 1794年、旧姓カフ（Cuffe）、マイケル・カフの娘）の息子として、1743年4月1日にパケナム・ホールで生まれた。
1761年にイギリス海軍に入隊、1766年に軍務から引退した。最終階級はポストキャプテン。また、1765年から1766年までロングフォード・カウンティ選挙区の代表としてアイルランド庶民院議員を務め、1766年3月30日に父が死去するとロングフォード男爵位を継承した。
1777年、アイルランド枢密院の枢密顧問官に任命された。
1792年6月3日に死去、息子トマスが爵位を継承した。

## 家族
1768年6月25日、ダブリンでキャサリン・ローリー（Catherine Rowley、1748年 – 1816年3月12日、ハーキュリーズ・ラングフォード・ローリーの娘）と結婚、5男4女をもうけた。
- エリザベス（1851年8月10日没） - 1793年1月、ヘンリー・ステュアート（Henry Stewart、1840年9月没）と結婚、子供あり
- キャサリン（英語版）（1772年 – 1831年4月24日） - 1806年4月10日、アーサー・ウェルズリー（後の初代ウェリントン公爵）と結婚、子供あり
- トマス（1774年 – 1835年） - 第3代ロングフォード男爵、第2代ロングフォード伯爵
- ヘレン（1807年没） - 1799年、ジェームズ・ハミルトン（James Hamilton、1805年没、ジョン・ハミルトンの息子）と結婚
- エドワード・マイケル（英語版）（1778年3月19日 – 1815年1月8日） - 陸軍軍人、米英戦争中のニューオーリンズの戦いでイギリス軍の指揮官として戦死
- ハーキュリーズ・ロバート（英語版）（1781年9月29日 – 1850年3月7日） - 陸軍軍人。エミリー・ステイプルトン（Emily Stapleton、1875年1月26日没、第12代ル・ディスペンサー男爵トマス・ステイプルトンの娘）と結婚、子供あり
- ウィリアム（1811年12月4日没） - 海軍軍人、溺死
- キャロライン・ペネロープ（Caroline Penelope、1854年8月没） - 1808年、ヘンリー・ハミルトン（Henry Hamilton、1850年没、サックヴィル・ハミルトン（英語版）の息子）と結婚
- ヘンリー（1787年8月24日 – 1863年12月26日） - 1822年1月15日、エリーザ・キャサリン・サンドフォード（Eliza Catherine Sandford、1867年没、ウィリアム・サンドフォードの娘）と結婚、子供あり